# Fallo en producto o sistema
Fallo es un estado o situación en la que se encuentra un sistema formado por  dispositivos, equipos, aparatos y/o personas en el momento que deja de cumplir la función para la cual había sido diseñado.” 
Hay que evitar esta situación siempre que queramos diseñar un sistema altamente fiable, competitivo y fuerte. Para ello hay que adelantarse a dicho estado o situación mediante métodos matemáticos y científicos

## Clasificación de fallos
Tras un análisis del entorno, podemos clasificar los fallos de la siguiente forma: 
1. Por progresividad de degradación en componentes de los que están formados los dispositivos, equipos, aparatos o incluso personas (factor fatiga o cansancio en personas).
2. Por su predecibilidad o detectabilidad.
3. Por sus consecuencias económicas u operativas.
4. Por las repercusiones en la seguridad de los usuarios.
5. Por el origen: cada fallo tiene un origen distinto y puede ser puntual o puede darse el caso de que pueda conllevar un efecto dominó en el transcurso del proceso, que podríamos decir que éste es el tipo de fallo más peligroso.

En ingeniería, éste estudio es necesario ya que, antes o después, "todos los sistemas llegarán a un instante en que no cumplirán satisfactoriamente aquel producto o aquella función para la cual fueron diseñados", con lo cual, fallarán. A esto lo llamaremos “fallo”. El fallo es la situación en la que entra en juego el rendimiento y la eficiencia del sistema, conllevando pérdidas en la producción, pérdidas económicas para la empresa y pérdida de tiempo disponible para seguir fabricando. 
La ingeniería de fiabilidad es la que estudia la longevidad y el fallo de dichos sistemas o equipos para la investigación de las causas por las que los dispositivos envejecen y fallan basándose en métodos científicos y matemáticos.